# ورم الإحليل
ورم الإحليل أو ورم مجرى البول هو ورم جلدي حميد يتميز بظهور تقرحات في الإحليل وغالبًا ما تظهر في النساء بعد انقطاع الطمث، وتظهر تلك التقرحات حمراء اللون وبأحجام مختلفة ويمكن أن تظهر في شكل ورم. وغالبًا ما توجد تلك الزوائد الجلدية حول الجزء الخلفي للصماخ الإحليلي ويمكن أن تسبب نزيفًا وصعوبة في التبول وفي ممارسة العلاقة الجنسية.
ويمكن إزالة هذه التقرحات جراحيا أو بالكي الكهربائي ومن ثم خياطتها. وتساهم دراسة علم الباثولوجي/الأمراض في التمييز بين هذه التقرحات وبين سرطان مجري البول. وقد يصاحب هذه التقرحات تغيرات جلدية مرتبطة بانخفاض مستويات هرمون الاستروجين، وقد تتطور هذه الالتهابات وتصبح عدوى دموية مزمنة.